# Google Penguin
Google Penguin（グーグル・ペンギン）は、2012年4月24日に最初に一般公開されたGoogleのアルゴリズムの更新に与えられたコード名である。その更新は、Googleに宣言されたブラックハットSEO技術（悪質な方法でページの検索順位を操作すること）を使うことによってGoogleウェブマスターガイドラインに違反しているウェブサイトの検索エンジンランキングを低下させることを狙っている。そのブラックハットSEO技術は、あるページを指している大量のリンクを制御することによってそのウェブページのランキングを人工的に増加させることも含んでいる。そのような戦略はリンクスキームとして一般的に説明されている。 Google社のジョン・ミューラーによると、Googleはペンギン・フィルターの全ての更新を公表してきた。

## 検索結果における影響
Googleの推定によると、Penguinは、英語における検索クエリーの約3.1%、ドイツ語、中国語、そしてアラビア語のような言語におけるクエリーの約3%に影響する。スパムの多い言語においてはさらに大きな%のクエリーに影響する。
2012年5月25日にGoogleはPenguin 1.1と呼ばれるもう一つのPenguinの更新（ペンギン・アップデート）を公開した。マット・カッツ氏（Googleの以前のウェブスパム対策のリーダー）によると、この更新は英語の検索の0.1%未満に影響するはずであった。その更新の指針は高いランキングを達成するためにランク操作技術を使用するウェブサイトにペナルティーを課すことであった。Penguin以前のサイトは、ランクを高くしトラフィックを増やすために悪質なリンク構築技術を使うことが一般的だった。一度でもPenguinが始動すると、コンテンツが重要になり、優れたコンテンツを持つサイトは評価され、内容の少ないあるいはスパム的なコンテンツを持つサイトはペナルティを課されてランキングを上げることはできないということになった。Googleの目的は極端なスパム行為をする人を捕捉することであった。伝えられるところによると、Google PandaとPenguinが始動している間に特定のキーワードによって少数のウェブサイトがGoogleの検索ランキングを失ってしまった。Googleは特にドアウェイページについて言及している。ドアウェイページとは検索エンジンのトラフィックを引きつけるためだけに作られたページであり、Googleのウェブマスターガイドラインに反している。
2012年1月にいわゆるページレイアウトアルゴリズム・アップデート（トップヘビー・アップデートとしても知られている）が公開された。ページレイアウトアルゴリズムはあまりにも広告が多いウェブサイトあるいはスクロールしなくても最初に見える範囲（Above the fold）の内容があまりにも少ないウェブサイトを標的にしていた。
Penguin 3 は2012年10月5日に公開され、クエリーの0.3%に影響した。Penguin 4（Penguin 2.0としても知られている）は、2013年5月22日に公開され、クエリーの2.3%に影響した。Penguin 5（Penguin 2.1としても知られる）は、2013年10月4日に公開され、クエリーの約1%に影響した。そして、Google Penguin アルゴリズム・アップデートの最新版であり続けてきた。
Googleは2014年10月18日にPenguin 3.0を公開したかもしれない。
2014年10月21日にGoogleのピアー・ファー氏は、Penguin 3.0はアルゴリズムの初期化であり、新しい要素は追加されていないと認めた。
2015年4月7日にGoogleのジョン・ミューラー氏はGoogle ハングアウトにおいて、Penguin と Panda はその時点で定期的にデータを更新しておらず、データの更新は手動で動かす必要があると発言した。このことはアルゴリズムが継続的に更新されておらず、その年の早い段階で事実と信じられていたことが確実なものとなった。
Panda、Penguin、そしてページレイアウトアルゴリズム・アップデートが共有する戦略的目標は、Googleの検索結果の最上部に高品質のウェブサイトを表示することである。しかしながら、これらの更新の結果としてランクを下げられたサイトは、異なった特徴の集合を持っている。Google Penguinの主な標的は、検索エンジンスパム（Google爆弾も含む）である。PenguinのようなGoogleの更新は、GoogleウェブマスターガイドラインとホワイトハットSEO（Googleの推奨するSEO対策）技術に従っているウェブ管理者を今のところは引きつけている。ホワイトハットSEOは利用者に有益な情報を提供し、利用者が検索結果の1ページ目に最も関連性のある情報を常に見ることができることを保証している。
2016年4月15日、Google ハングアウトにおいて、ジョン・ミューラーは「新しいPenguinの公開を始めた時にメッセージを公表できることはほぼ確信しています。しかし、現時点で公表するようなことは特にありません。」と発言した。

### Penguin 4.0 (7回目のペンギンアップデート)
2016年9月23日にGoogleは、Google Penguin はコアアルゴリズムの一部であり、それがリアルタイムで更新されていることを公表した。したがって、将来の更新に関するGoogleによる告知はもはやないであろう。リアルタイムということは、ウェブサイトはリアルタイムに評価されており、ランキングはリアルタイムに影響を受ける。昨年の間、ウェブ管理者はその代わりとして Penguin によって与えられた罰（Penguin penalty）から抜け出すために次の更新をいつも待つ必要があった。その上、Google Penguin 4.0 は全ウェブサイトに常に影響するのとは対照的にURL基準でウェブサイトに影響するので、以前の更新と対照的により粒度の細かいものとなっている。最後に Penguin 4.0は、悪質なリンクを発見した時にウェブサイトを降格しないので、以前の Penguin のバージョンと異なっている。その代わり、Penguin 4.0 はその悪質なリンクを数に入れない。つまり、それらの悪質なリンクは無視され、ウェブサイトのランク付けのための数に入れられることはなくなる。この結果として、否認ファイルを使う必要性は減少している。 Googleはリンクが不自然（人工的）かどうか、操作的かどうか、あるいは人を騙すかどうかを識別するためにアルゴリズムと人間の評価者の両方を使っている。人間による評価はウェブサイトに対する「手動による対策レポート」に含まれている。リンクはランキング要因として強く関連するものであり続けるが、全てのリンクは均等に扱われず、Penguin 4.0 からリンクの質の重要性が増した。

## Google Penguin フィードバック・フォーム
最初のペンギンアップデートが一般公開されてから2日後にGoogleはフィードバック・フォーム（異議申し立て書式）を用意した。そのフォームは2種類の利用者のために設計されている。すなわち、検索アルゴリズムの変更後でも依然として高く評価されているウェブスパム（検索エンジンを騙すために作られたウェブサイト）を報告したい利用者と自分のサイトが更新によって不公平に扱われていると考えている利用者である。Googleは Google Search Console（旧Googleウェブマスターツール）に再考を求める書式も用意している。
2015年1月にGoogleのジョン・ミューラーは、Penguin penalty は良質なリンクを簡潔に構築することによって取り除くことができると発言した。通例の手順は、悪質なリンクを手作業あるいはGoogleのリンク否認ツール（Google's Disavow tool）によって取り除き、それから再考要求を提出する。ミューラーはこのことを詳しく述べた。アルゴリズムは悪質なリンクに対する良質なリンクの百分率を見ている。そのため、より良いリンクを構築することによって、回復へ導くようにアルゴリズムを動かせるかもしれない。

## 確認されているペンギンアップデート
- Penguin 1 2012年4月24日 (約3.1%のクエリに影響)[27]
- Penguin 2 2012年5月26日 (約0.1%のクエリに影響)[28]
- Penguin 3 2012年10月5日 (約0.3%のクエリに影響)[29]
- Penguin 4 (Penguin 2.0としても知られる) 2013年5月22日 (2.3%のクエリに影響)[30]
- Penguin 5 (Penguin 2.1としても知られる) 2013年10月4日 (約1%のクエリに影響)[31]
- Penguin 6 (Penguin 3.0としても知られる) 2014年10月17日 (1%未満の英語クエリに影響)[32] 2014年12月1日、Googleはこのアップデートが重大な変化を報告し続けているウェブ管理者と共に未だに公開作業中であったことを認めた。[33]
- Penguin 7 (Penguin 4.0としても知られる) 2016年9月23日[34]